# Churcampa (tỉnh)
Tỉnh Churcampa (tiếng Tây Ban Nha: Provincia de Churcampa) là một tỉnh thuộc vùng Huancavelica của Peru. Tỉnh Churcampa có diện tích 1072 km², dân số thời điểm theo điều tra dân số ngày 11 tháng 7 năm 1993 là 41130 người. Tỉnh lỵ đóng ở Churcampa.